# Caldoche
El término caldoche se refiere a la población blanca, principalmente de origen europeo —pero puede haber experimentado un fuerte mestizaje— que se ha establecido en Nueva Caledonia durante al menos una o dos generaciones, o incluso desde que comenzó la colonización a mediados del siglo XIX. Con una connotación peyorativa —así como el término «zoreilles» que designa a personas de origen metropolitano—, fue el objeto, como el término canaco que se ha convertido en kanak entre los melanesios, la recuperación de la identidad y a veces es reivindicado por algunas de las personas afectadas para poner de relieve su vínculo con la tierra en la que nacieron y en la que ha evolucionado su familia. Sin embargo, muchos prefieren el término más neutral y más genérico de «caledonios».

## El término
Existen varias versiones sobre el origen de la palabra «caldoche». La más difundida, definida sobre todo por la obra colectiva  Mille et un mots calédoniens, léxico de expresiones neocaledonias publicado por la FOL en 1982 y retomada por el diccionario caledonio del sitio web oficial de Bernard Berger La Brousse en folie, atribuye su invención a la polémica periodista local Jacqueline Schmidt. Participó activamente en el debate sobre la aprobación de las muy controvertidas leyes de Pierre Billotte a finales del decenio de 1960 —especialmente la primera de estas leyes, que transfirió al Estado las más altas responsabilidades de la actividad minera de Nueva Caledonia—, y firmó sus artículos bajo el seudónimo de Caldoche, que unifica a los caldeos radicales, refiriéndose a su fuerte sentido de pertenencia a Nueva Caledonia, donde su familia vivía desde hacía casi un siglo, con el sufijo -oche, retomando el insulto de «sucio alemán» que algunos padres de sus compañeros de juego le lanzaron durante su infancia debido a sus orígenes germánicos —los Schmidt forman parte de una gran comunidad de habla alemana, principalmente de Renania, que huyó de Alemania para no someterse a la dominación prusiana en la década de 1860—.) El propietario del periódico D1TO, Gérald Rousseau, al encontrar divertido el apodo, lo tomó y lo popularizó.

## Orígenes

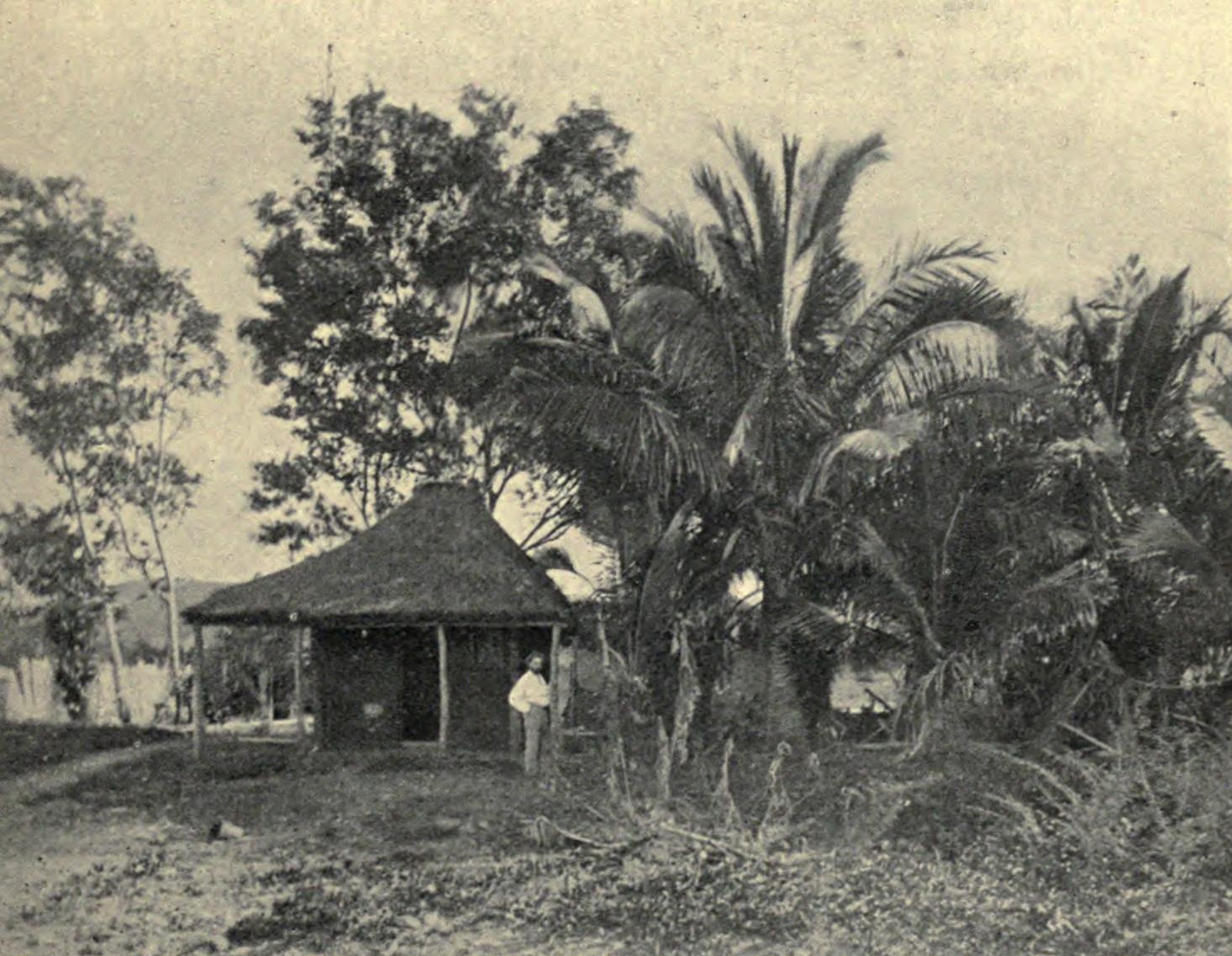
Un colono delante de su habitáculo en Nueva Caledonia, antes de 1906.

El origen de las familias de caldoches radica principalmente en las diferentes oleadas de colonización que experimentó Nueva Caledonia desde mediados del siglo XIX hasta mediados del XX. Y las razones que llevaron a los «pioneros» a establecerse allí pueden ser particularmente múltiples, y también como una primera distinción entre colonos libres y colonos convictos.

### Colonos libres
Llegaron sin restricciones, sin haber sido condenados, durante todo el período, ya sea por iniciativa propia o como parte de una política iniciada o apoyada por las autoridades gubernamentales con el objetivo de convertir a Nueva Caledonia en un asentamiento. Entre ellos podemos mencionar:
- Colonización «Paddon» o «Cheval», en referencia respectivamente al comerciante inglés James Paddon —instalado incluso antes de la posesión del archipiélago por Francia— y al restaurador normando Timothée Cheval —originalmente con sede en Sídney—, dos personas, habiendo tejido muchas relaciones —matrimoniales, profesionales y sociales— en Australia y a las cuales la administración colonial ofreció vastos dominios con la obligación de ir allí para asentar a los agricultores y/o pastores.
  - Colonos Paddon: James Paddon recibió, a cambio de su propiedad en la Isla Nou, que vendió por 40 000 francos, en 1857 al Estado francés para la construcción de parte de la infraestructura penitenciaria de la prisión, recibió además 4000 hectáreas de tierras agrícolas en Païta, en las cuencas combinadas de los dos ríos Karikouié y Katiramona con una estrecha franja de tierra que se extendía hasta la bahía de Dumbea. El contrato preveía la llegada de 22 «hombres blancos» y sus familias, eventualmente recibirían una concesión en dos oleadas sucesivas. Los cinco primeros jefes de familia, la mayoría de origen alemán y que habían transitado por Australia, firmaron sus contratos el 17 de marzo de 1859 y llegaron el 23 de mayo de 1859 con sus esposas e hijos, un total de diez adultos y cuatro niños: eran Anton (o Antoine) Metzger (1830-1926) de Württemberg y sus dos cuñados Karl (o Charles) Gaërtner (1861-1951) y M. Human; de Hamburgo Henrich Ohlen (fallecido en 1869) y el inglés de Mánchester Thomas Lynch (fallecido en 1917). A esto hay que añadir los ocho hijos de Martín (5 varones, 3 de los cuales tuvieron descendientes y 2 criaron a sus familias), los sobrinos de James Paddon que trajo de Portsmouth y dos de los cuales (Horatio John y luego, después de su muerte sin descendientes en 1884, Augusto) heredaron su propia concesión a su muerte. Las otras familias son: Abel, Alfort, Ambrose, Blair, Dotson, Gottlieb, Heister, James, los hermanos Riese, Sleath, Thorburn. Practicaron principalmente la horticultura, un experimento con la caña de azúcar que se abandonó rápidamente. Pero las difíciles condiciones empujaron a algunos de ellos a regresar a Australia (los Human, Alfort, Ambrose, Blair, Dotson, Gottlieb, Riese, Sleath o Thorburn), otros a instalarse en la capital (Gaërtner, los Ohlen de la generación de los hijos del pionero).[4][5][6] Aparte de «Paddonville», uno de los ex empleados de Paddon, el chino Jemmy Song —nacido alrededor de 1831, fallecido en una fecha desconocida—, ex pastor y mayordomo del comerciante que le otorgó una concesión en Tongouin, un poco más al norte de Païta.[7]
  - Colonos Cheval: Timothée Cheval (1814-1881), de origen normando y hasta el momento restaurador junto con su hermano Hippolyte en Sídney, llegaron a Nueva Caledonia a principios de la década de 1860 para probar suerte y recibieron, por decreto del gobernador, de fecha 28 de noviembre de 1861, 1500 hectáreas —a medida que la tierra se despejara y otras adquisiciones, la propiedad alcanzaría las 1800 hectáreas—, siempre y cuando introdujera de 6 a 8 colonos europeos, 100 animales bovinos, 16 yeguas y un semental. Los candidatos llegaron de Australia a través del buque La Gazelle el 18 de julio de 1862: entre ellos había esencialmente tres irlandeses del condado de Clare, James Daly (1832-1900), James O'Donoghue (1804-1883, padrastro de Hipólito Cheval), Camille Hoff (nacido en 1834 en París, pero casado con una sobrina de James O'Donoghue y Patrick MacMahon, Anny Moloney), Patrick MacMahon (1821-1910), Michael Hugues, Patrick Munen, así como O'Connell y Ralph. También se menciona a Fanny Austin, viuda de Mr. Unger, que vino con sus dos hijos, o al hermano de Timothée, Hippolyte Cheval, que se unió a él en 1866. En cuanto a la experiencia de Paddon, algunos de estos colonos dejaron Nueva Caledonia sin ataduras (Munen, O'Connell, Ralph en particular), otros se instalaron en Numea (Hippolyte Cheval en 1871, los Unger y los Daly).[8]
- La colonización borbona, compuesta por criollos de la Reunión, entre 1864 y 1880, en un momento en que los mascareños están entrando en un período de crisis económica, especialmente por el azúcar, debido a una sucesión de sequías y enfermedades que atacan la caña de azúcar. El gobernador Charles Guillain confía entonces en los molinos azucareros Didier Numa-Joubert, ya instalados desde 1859 en una propiedad de 3314 hectáreas en Dumbéa, o Louis Nas de Tourris (1822-1887), que dio un informe favorable al gobernador sobre la explotación de la caña de azúcar. Los Joubert traen hombres, animales y equipos de Australia. Y según lo dispuesto por el decreto de concesión, instalan varios cientos de colonos en su propiedad. Entre estos inmigrantes, John y George Newland, George Bull y Peter Heister son el origen de un gran número de descendientes de Nueva Caledonia. Las familias de la Reunión —incluyendo a Paul Duboisé, que se unirá Evenor Degreslan, otro personaje de la Reunión que llegó en 1863, para montar una azucarera rival a la de Joubert y Gustave Clain— vienen a conformarse con su compromiso de trabajador no abonado, mano de obra de "malbars" (en realidad indios) o "Cafres" —descendientes de esclavos africanos—, y se asentaron en las 10,000 hectáreas obtenidas por Nas de Tourris para el cultivo de caña de azúcar, extendiéndose por varios sitios, incluyendo Nakety, Canala o Houaïlou en la costa este, en Dumbéa, La Foa, Ouaménie en Boulouparis o Koné en la costa oeste. El experimento es inicialmente un éxito: el «consorcio azucarero» que une a los agricultores «El Escudo de Kerveguen», Nas de Tourris, Joubert y Lalande-Desjardins tiene aproximadamente 8 000 hectáreas con Koné y con La Ouaménie, donde una fábrica empleó a 163 malbares, que fue construida en 1872.[9] Ferdinand Joubert, el hijo mayor de Didier Numa, fundó la primera fábrica de azúcar en Numea, y Évenor de Greslan, propietario de 2,300 hectáreas en Nimba de Dumbéa, creó una en su propiedad en 1871. En 1875, no hay menos de 454 empleados de La Reunión. Sin embargo, las plagas de langostas y el levantamiento de Kanak de 1878 termina con la explotación de la caña de azúcar, a excepción de Evenor Greslan —que trajo a los primeros trabajadores de Indonesia, y diversificó sus actividades con la explotación de árboles frutales e introdujo los mirlos de las Malukas para luchar contra los saltamontes— o los Gillot L'Étang en la Poindimié esencialmente. Los colonos regresan a su isla nativa o a Metrópolis, otros se encaminan hacia otra carrera en otra parte de Nueva Caledonia, especialmente en profesiones o administración en Numea. En cualquier caso, únicamente quedan 173 colonos de la Reunión en 1884.[10]

Además de estos proyectos de colonización planificados, muchos otros colonos llegaron por iniciativa propia, por diversas razones, incluida la pobreza en el hogar —como en el caso de los colonos irlandeses e italianos, así como a los campesinos de las zonas montañosas de Francia, que fueron golpeados por La crisis rural del siglo XIX—, la posibilidad de adquirir riqueza, la política —por ejemplo, los militantes republicanos que huyeron de la Francia metropolitana durante el golpe de 1851, o las personas de Alemania y Alsacia que se negaron a vivir bajo el gobierno prusiano—, o simplemente se quedaron más allá de sus puestos en el servicio civil o del ejército.
Es difícil cuantificar con exactitud a los miembros de la familia de los caldoches descendientes de colonos libres. JC Roux expone a 1060 colonos libres de 2005 europeos en 1866, 2703 de 16.845 —que luego son superados por los convictos— en 1877, 5600 de 18.800 en 1887 y 9300 de 20.730 en 1896 —en el comienzo de la libre colonización, esta cifra ciertamente cayó después—.

### Colonos convictos
Los primeros 250 «transportados» llegan a Port-de-France el 9 mai 1864 a bordo del Ifigenia. En total, 75 convoyes traerán, entre 1864 y 1897, aproximadamente 21 630 registrados en las galeras, según estimaciones de Alain Saussol. Entonces Se encuentran tres tipos de «convictos» o «sombreros de paja»:
- los «transportados»: los más numerosos, también conocidos como «convictos» porque estaban condenados a trabajos forzados —de 8 años a cadena perpetua— por delitos comunes —que van desde un simple asalto o un atentado al pudor hasta un asesinato—, se encuentran en su mayor parte en la penitenciaría de la isla de Nou y se utilizan para construir las carreteras y los edificios de la colonia. Entre los descendientes de los transportados podemos mencionar a las familias Botella, Chatenay, Colomina, Delathière, Gervolino, Komornicki, Lucas, Mariotti, Pagès, Papon, Péré, Robelin, Darras, Taddeï, Tessier.
- Los «deportados»: políticos condenados, principalmente de los participantes en la Comuna de París de 1871, lo que significa que a los deportados se les llama a menudo «comuneros». Fueron enviados 4250 desde 1872 a los centros penitenciarios de Isla de los Pinos, o de Ducos —para los considerados más peligrosos—, entre los que se encontraban «celebridades» como Louise Michel o Henri Rochefort. Obtuvieron una amnistía en 1880 que les permitió volver a partir: menos de 40 familias decidieron permanecer en la colonia —los Armand, Bourdinat, Cacot, Courtot, Dolbeau, otros, como Adolphe Assi, Louis Boissier o Louis Roger, también permanecieron pero no tuvieron descendencia—. También se incluyen en esta categoría los participantes en la revuelta de Mokrani de 1871 en Argelia: hay varios centenares de «argelinos del Pacífico»,[12] la mayoría de los cuales, a pesar de una amnistía en 1895, encontrarán líneas caledonianas, principalmente asentadas en Nessadiou en Bourail —(el Abdelkader, Aïfa, El Arbi, en particular—.[13]
- los «relegados» o «reincidentes» también eran condenados a prisión a partir de 1885. En total, hay más de 3300 hombres y 457 mujeres relegados a «la Nouvelle»,(Nueva Caledonia) principalmente en la Isla de Los Pinos, Prony o La Ouaménie en Boulouparis.

Después del trabajo forzado, los reclusos debían «duplicar» su condena al ser colocados en granjas penitenciarias y, una vez liberados, obtener tierras en régimen de concesión. Con este fin, la administración penitenciaria adquirió una importante finca, en gran parte tomada de tierras canacas, que alcanzó las 260.000 hectáreas. En total, las concesiones definitivas otorgadas a los liberados se estiman en alrededor de 1300. Los centros para el establecimiento de los colonos convictos fueron Bourail en 1867 (con unas 460 concesiones), La Foa-Farino (con los centros de Fonwhary, Focola, Ouraï, Farino y Tendéa) desde 1876, Ouégoa después de 1880 y Pouembout en 1883. Los últimos centros penitenciarios fueron cerrados en 1922 y 1931, pero muchos descendientes de los «liberados» permanecieron asentados en las concesiones de sus antepasados.
El número de penalizados presentes en Nueva Caledonia aumentó a 11,110 en 1877, o 2/3 de los europeos presentes en la colonia, y en 1897, cuando los convoyes de transportados y relegados se detuvieron, todavía habían 8.230.

## Los orígenes geográficos
Las familias pueden tener una gran variedad de ancestros, generalmente de origen europeo, pero han sido capaces de dar lugar a muchos mestizajes ca lo largo del tiempo.
La gran mayoría de la gente caldoche es de origen francés. Las notables olas de inmigración francesas incluyen a quienes huyeron de Alsacia y Lorena después de la guerra franco-prusiana en 1870, criollos de Reunión que huyeron durante la crisis del azúcar de las décadas de 1860 y 1870, comerciantes y armadores de Burdeos y Nantes atraídos a la isla a finales del siglo XIX y principios del XX por oportunidades económicas relacionadas con el descubrimiento de reservas de níquel y colonos de las regiones Norte-Paso de Calais y Picardía. Otros franceses que se establecieron en la isla fueron marineros y aventureros de Normandía y Bretaña.
Sin embargo, como se mencionó anteriormente, también hubo un gran número de colonizadores de origen británico e irlandés con Paddon y Cheval —muchos de los cuales habían huido de Irlanda durante la Gran hambruna irlandesa— que llegaron a la isla a través de Australia, así como un número considerable de italianos, alemanes —particularmente de Renania, belgas, suizos, españoles, croatas y polacos. Un gran número de no europeos también se agrupan bajo la gente Caldoche a pesar de ser a menudo de origen de raza mixta, en particular los de Indonesia, Vietnam, Japón, India (vía Reunión) y Argelia,esta última se concentra particularmente en Bourail.

## Repartición
Los caldoches se distinguen generalmente entre las familias Nouméenne y Broussardes (o Brousse). Las primeras incluyen las más antiguas del archipiélago, muchas de las cuales se remontan a la colonización «pionera» del frente del país, es decir, los años 1850, 1860 y 1870. A menudo mantienen una propiedad rural fuera de la ciudad, lo que indica que todavía descienden de los colonos-criadores de Brousse que se trasladaron a la capital por una razón u otra —para desarrollar una actividad comercial o liberal, o por el fracaso de su actividad agrícola— o que estuvieron presentes desde el principio en la península de Numea antes de que la urbanización los alcanzara. Algunos incluso han dado lugar a dinastías financieras y/o industriales reales —Ballande o Pentecost en el sector comercial, de distribución e importación-exportación, Magnins en el sector sanitario, Horses en el sector minero e inmobiliario, Lafleur en el sector minero y luego el sector agroalimentario y varias industrias, incluida la producción de productos para el hogar, Montagnat en la mina también, Jeandot en las industrias de impresión, papelería y concesionarios de automóviles—, y muchas figuras de la vida política local han surgido de sus filas —el senador Henri Lafleur y luego su hijo, el diputado Jacques Lafleur, el actual presidente del gobierno de Harold Martin, el exalcalde de Numea Roger Laroque y su sucesor Jean Lèques—. La elevada proporción de europeos en la capital también le ha valido el apodo de «Nouméa la Blanche» durante mucho tiempo. Aunque esta última es hoy más cosmopolita debido a la llegada continua de trabajadores procedentes de Wallis y Futuna o al fuerte éxodo rural de las tribus canacas del monte, la población europea —caldoches, sin tener en cuenta las de origen no europeo, y zoreilles— sigue representando 61 034 personas en 2009 en el Gran Numea, que es la primera comunidad de la zona urbana con un 37,28 % de su población —constituyen el 43,4 % de los habitantes de Numea—. Sin embargo, esta última cifra debe ponerse en perspectiva, en el sentido de que el grupo de europeos incluye a casi todos los «metropolitanos». Y las categorías «Otras» o «Comunidades múltiples», que pueden ser poblaciones distintas de caldoches —cruces del Caribe, Pacífico o Asia, por ejemplo—, casi todas las cuales se asientan en la capital local o sus suburbios, mientras que la gente que puede representarlos es difícil de cuantificar.
El término «Broussard» se refiere a los habitantes blancos de Brousse, o el campo neocaledonio, que todavía viven de una actividad rural en propiedades de diferentes tamaños, practicando esencialmente el ganado extensivo, pero también la cría de ciervos, aves de corral o conejos. Se distribuyen principalmente en las comunas de la costa oeste de Grande Terre, desde Païta sur hasta Koumac en el norte. También hay algunos en la costa este, incluyendo Touho o Poindimié y las aldeas mineras de Kouaoua o Thio, su proporción en la población local oscila entre el 7 y el 20 % según el censo de 2009. Por otro lado, están totalmente ausentes de las Islas de la Lealtad, que siempre han mantenido las reservas tradicionales de Kanak.
Es difícil estimar sus números hoy. De hecho, los censos étnicos —el último de los cuales tuvo lugar en 2009—, no tienen en cuenta el hecho de ser caldoche, pero distinguen a los europeos —que incluyen a caldoches y metropolitans o zoreilles, un total de 71 721 personas y 29.2 % de la población local en 2009— personas que afirman pertenecer a «varias comunidades» —o raza mixta, 20 398 individuos y 8.31 %— o simplemente definidos como Nuevos caledonios (12 177 habitantes y 4.96 %), pero también indonesios (5,003 personas y el 2.5 % del total) y vietnamitas.(2,822 y 1.43 %) mientras que, como hemos visto, algunos de estos pueden considerarse a sí mismos o ser considerados parte de la comunidad «caldoche».

## Literatura
Algunos escritores que han tenido una carrera en la Francia metropolitana nacieron en el territorio y de una familia local: este es el caso del poeta Francis Carco, o del editor, escritor y crítico literario —conocido por su papel como colaborador durante la Segunda Guerra Mundial— Alain Laubreaux.
Pero el escritor neocaledonio más prolífico sigue siendo Jean Mariotti, de una antigua familia caledonia, que escribe en París, donde vive, pero que coloca la mayor parte de sus historias en su isla natal, inspirándose mucho en las leyendas de los canaco, pero también en el modo de vida rural de los «broussards» o en la historia de los convictos —su padre era un hombre transportado—. Sus principales obras son:
- Les Contes de Poindi, una colección de cuentos inspirados en leyendas canacas, publicada en 1939 y revisada en 1941 y traducida al inglés, alemán y eslovaco.[16]
- Takata d'Aïmos, Flammarion, París, 1930 (reeditada en Numea en 1995 y de nuevo en 1999), una novela fantástica inspirada también en una leyenda tradicional canaca.[17]
- Remords, ed. Flammarion, París, 1931 (reimpreso en Numea en 1997), novela psicológica sobre los presos.[18]
- À bord de l'incertaine, ed. Stock, Delamain et Boutelleau, París (reimpreso en Papeete en 1981 y luego en Numea en 1996 y 2000), una historia de ficción ambientada en un país imaginario pero inspirada en su infancia en el pequeño pueblo caledonio de Farino.[19]
- Le Dernier voyage du Thétis,ed. Stock, París, 1947, colección que incluye 7 cuentos: "Le Dernier Voyage du Thétis", "Paysage", "Le Porto du Drafn", "Toi y'en a monnaie ?", "Simple histoire", "L'épopée accidentelle", "Nuit calédonienne".[20]
- También varios libros sobre la historia, la geografía o la economía de Nueva Caledonia.

El escritor Georges Baudoux escribió varios cuentos entre 1910 y 1950, algunos de los cuales fueron publicados en revistas locales bajo el seudónimo Thiosse. Sin embargo, únicamente se recopilarán en colecciones y se publicaron íntegramente después de su muerte, en particular a través de los dos volúmenes de Les Blancs sont venus publicados por la Société d'études historiques de la Nouvelle-Calédonie en 1972 y 1979. La mayoría de sus obras describen y destacan la compartimentación de la sociedad colonial.
Más recientemente, la Asociación de Escritores de Nueva Caledonia fue fundada en 1996 por Nicolas Kurtovitch, él mismo pertenece a una familia que ha vivido en el archipiélago desde el siglo XIX, y es autor contemporáneo de Nueva Caledonia más productivo y quizás más conocido. Su estilo es descrito por Jean-Claude Bourdais como «una escritura en curso que siempre permite un ascenso», un itinerario iniciático «siempre anclado en el espacio o lugar del que habla» que se abre y continúa «a través de la defensa y la lucha permanente por lo que el sueño nos ha permitido vislumbrar y realizar. Únicamente la vigilancia puede impedir que el sueño sea un espejismo». Su trabajo, que mezcla la cultura occidental y las influencias de Oceanía u Oriente, busca «reconciliar dos mundos y soñar con una hermandad universal que no contradiga el vínculo con el suelo nativo». Su obra incluye:
- esencialmente libros de poemas ( Sloboda en 1973, Vision d'Insulaire en 1983, Souffle de la nuit en 1985, L'Arme qui me fera vaincre en 1988, Homme montagne en 1993, Assis dans la barque en 1994, Avec le masque en 1997, Dire le vrai / To Tell the Truth que es una edición bilingüe de 18 poemas con el autor kanak Déwé Gorodey en 1999, On marchera le long du mur en 2000, Poème de la solitude et de l'exil en 2001, Autour Uluru et Ode aux pauvres en 2002, Le Piéton du Dharma que recibió e premio 2003 del Salon du Livre Insulaire d'Ouessant,[25] y Le dit du cafard taoïste, 2005).
- colecciones de cuentos: (Forêt, Terre et tabac en 1993, que defiende la idea de una «relación simbiótica con el universo natural y espiritual»,[26] Lieux en 1994 y reeditada en 2006 con otros cuentos y Totem en 1997),
- piezas de teatro:(Le Sentier Kaawenya en 1998 con motivo de la inauguración del Centro Cultural de Tjibaou, Les dieux sont borgnes con el dramaturgo y director canaco Pierre Gope en 2002 y La Commande en 2004),
- una colección de historias: (Seulement des mots en 1977),
- una novela Good night friends, publicada por "Au Vent des Îles" en Papeete en 2006, sobre el tema de un kanak que abandonó su tierra para ir a la ciudad y cayó en una historia de encanto con un asesinato, como telón de fondo las cuestiones del nombre y la tierra en la sociedad canaca, la mezcla de culturas (melanesios que aman la ópera), entre otras.[27]
- También ha participado en varias antologías, obras colectivas y reseñas en Nueva Caledonia y Francia —en particular en la revista Autrement et Passerelles—.

## Música
Existe un estilo musical «caldoche» o más particularmente «broussard», con sonidos tomados de la música country y tocados esencialmente en un contexto festivo. Entre ellos, los álbumes "Ambiance Souvenir" del grupo "Équipe du Nord - marche", con temas como una versión del Zorro de Henri Salvador, Les Héritiers du Texas, Je n'suis qu'un vieux broussard o Lina Kalamity de Raymond Durand Honda, La pêche à Temala de Serge Mathelon o C'est nous les broussards de Georgy Péraldi.
El cantante caldoche François Ollivaud es famoso localmente por sus canciones humorísticas como Le Ver de Bancoule, C'est toi mon amour, La Bande à Berger o Notre caillou.

## Casas coloniales

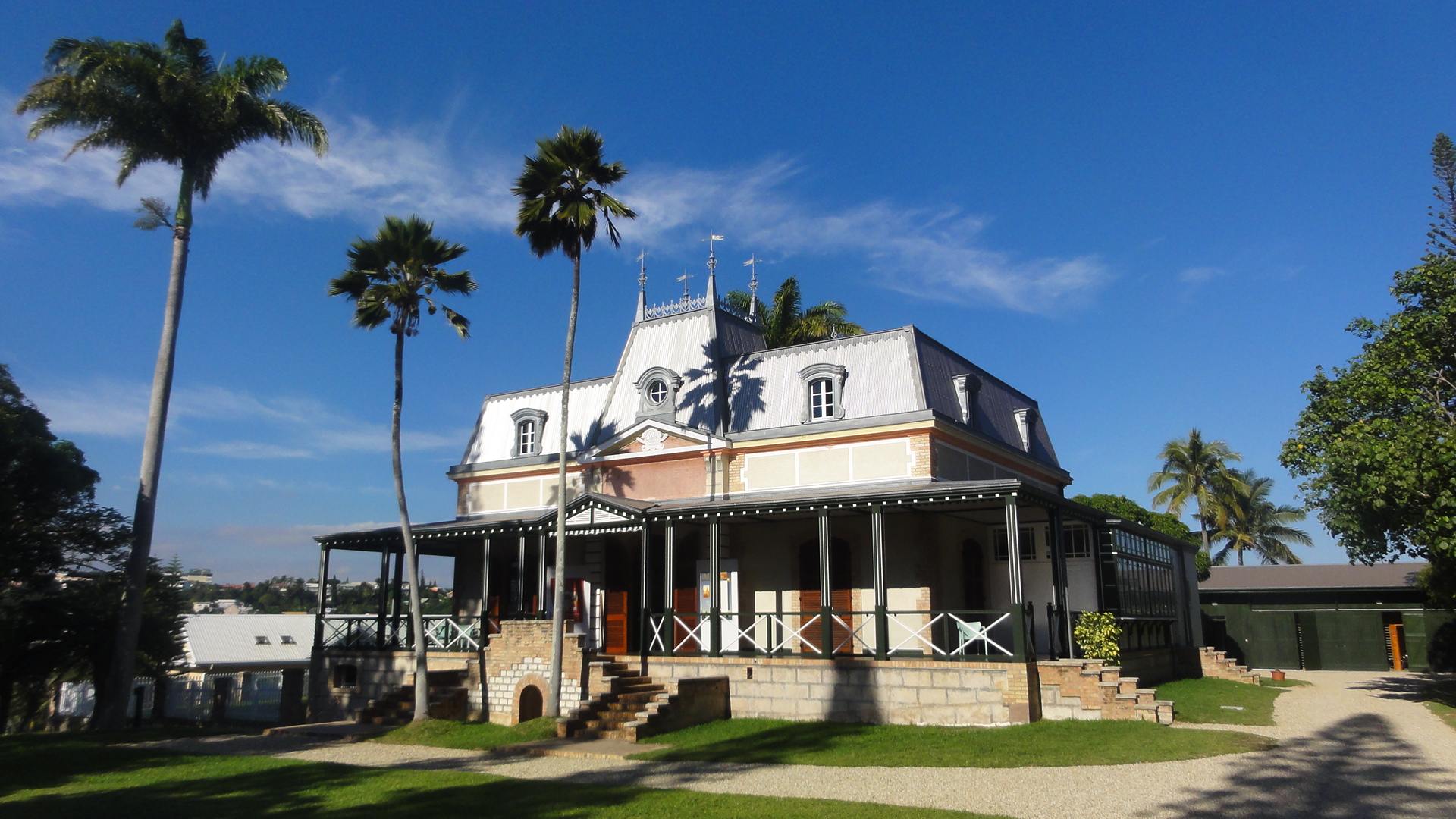
Un ejemplo de casa colonial: el Castillo Hagen en el distrito del Valle de los Colonos en Numea.

La actividad de los asentamientos desde la mitad del siglo XIX, permitió el desarrollo de un estilo arquitectónico residencial particular, conocido como las «casas coloniales» que se encuentran, con algunas variaciones, en otras colonias francesas anteriores (Reunión, Antillas, Polinesia francesa, Indochina) o anglosajón (en los estados del sur de los Estados Unidos o la India). Aunque son facturas variables, generalmente ofrecen un cierto encanto y un importante elemento de identidad para los caledonios de origen europeo, que presionan para su preservación.
Sin embargo, el mal clima —incluidos los ciclones—, el desgaste como el óxido del techo, la podredumbre y el ataque de las termitas en elementos de madera o varios proyectos inmobiliarios nuevos, han provocado la desaparición de la mayoría de estas casas. La arquitectura está presente en la mayoría de los municipios con cierta presencia europea, especialmente en la costa oeste, los edificios más famosos y representativos siguen siendo el antiguo Merchant Bank o Old Town Hall —el primer banco local de 1874 a su rotunda quiebra de la colonia en 1880, antes de servir como un ayuntamiento desde 1880 hasta 1975 y reconvertido en 1996 en el museo de la ciudad—. La Maison Célières de Faubourg Blanchot —en ruinas desde la muerte de su último propietario en 1995 y en "ocupado" por varias familias durante años, fue comprada por un promotor que tenía el cargo, a cambio de la construcción de un edificio en una parte del terreno, para reconstruirlo al idéntico al original—, el Castillo Hagen, o el edificio histórico de la Clínica Magnin en el Valle de los Colones de Numea, el Castillo Grimigni en Pouembout. Suelen constar en su construcción de:
- Unos cimientos y un armazón central de paredes en piedras y cal, aunque a veces también solían ser en madera, y un techo en chapa metálica. Las paredes son particularmente gruesas (60 a 100 cm), lo que le da a los edificios un aspecto fuerte y regula la temperatura interior. La forma general es rectangular. Todo el edificio a menudo se encuentra un poco levantado del suelo, para evitar inundaciones, disfrute de un espacio de para luchar contra el calor o simplemente, para los edificados en Numea, porque a menudo se construyeron en áreas pantanosas.
- un cuerpo principal, con salas de relajación, salón de verano, comedor, dormitorios, y adornados en la parte delantera o alrededor del edificio, con una galería protegida con un alero con friso de chapa cortada en punta. Las paredes están tienen ventanas o balcones bastante grandes, con travesaños, contraventanas y vidrio multicolor. A menudo hay un piso con habitaciones o, en general, un ático —cobertizo de muebles o, en áreas rurales, almacén de productos de la granja—, que a veces también tiene una terraza adornada con barandas con barandillas de palos decorados. La hoja de la cubierta a cuatro paños alrededor está con hastiales a veces con dientes de sierra y superado por falsos pináculos o falsos pararrayos. Las casas más elaboradas tienen marquesinas sobre puertas o ventanas.
- uno o más anexos que sirven como bodegas —almacén, tienda de alimentos, o conservación de la cosecha—, talleres o lugares para herramientas o materiales, las cocinas que por lo tanto están generalmente separadas del edificio principal, instalaciones sanitarias, viviendas para trabajadores domésticos o agrícolas,